# 区希范
区希範（？—1045年），广南西路环州思恩县（今广西环江毛南族自治县）人，北宋民变领袖。

## 生平
《宋史》称他是环州蛮，有说他是僚人，一说壮族先民。区希範通诗书，有韬略。曾举进士，参加礼部试。景祐五年（1038年），和他叔叔区正辞应募，从官军征讨安化州叛乱蛮夷。区希範自以为有功，击登闻鼓求录用，宜州知州冯伸己以妄言罪，将其编管全州（今广西壮族自治区全州县、灌阳县、资源县等县）。庆历四年（1044年）区希範归逃思恩，率领族人和荔波洞蛮夷反叛宋朝。请巫师建坛祭天，自称奉天命建制封官，推举白崖山酋长蒙赶为帝，建“大唐国”。区正辞为奉天开基建国桂王，区希範为神武定国令公、桂州牧，区丕绩为宰相。正月，区希範率众攻破环州，以环州为武城军。取得镇宁州及带溪砦、普义砦等寨。后兵败韩婆岭率众退守荔波洞，宋朝悬赏缉拿庆。历五年（1045年）三月，宋廣西轉運使杜杞大破环州，区希範在荔波洞古绾寨被俘，和蒙赶都被杀害。